# Герб Готланду
Герб Готланду (швед. Gotlands vapen) — символ історичної провінції (ландскапу) Готланд. 
Також вживається як офіційний символ сучасного адміністративно-територіального утворення лену Готланд.

## Історія
Агнець Божий як символ Готланду відомий ще з печаток 1280 року. 
Як герб лену цей знак затверджено 1936 року.

## Опис (блазон)
У синьому полі срібний баран із золотими рогами та копитами, за ним — золотий хрест із червоним прапорцем зі золотою облямівкою та п'ятьма косицями. 

## Зміст
Одна з версій появи баранця на гербі Готланду пов'язана з культом Святого Олафа.
Герб ландскапу може увінчуватися герцогською короною. Герб лену може використовуватися органами влади увінчаний королівською короною.